# Une flétrissure

Une flétrissure (titre original : On Record) est un film muet américain réalisé par Robert Z. Leonard et sorti en 1917.

## Fiche technique
- Titre original : On Record
- Réalisation : Robert Z. Leonard
- Scénario : John B. Clymer, Beulah Marie Dix, George DuBois Proctor, Paul West
- Chef-opérateur : Charles Rosher
- Production : Jesse L. Lasky
- Date de sortie : 
  - États-Unis : 22 février 1917

## Distribution
- Mae Murray : Helen Wayne
- Tom Forman : Rand Calder
- Lucien Littlefield
- Henry A. Barrows : Martin Ingleton
- Charles Ogle : Frederick Manson
- Louis Morrison : le détective Dunn
- Bliss Chevalier : Mrs Calder
- Gertrude Maitland : Mary Ingleton
- Mrs Lewis McCord
- Jane Wolfe